# Tiokamp för herrar vid olympiska sommarspelen 1984
Tiokamp för herrar vid olympiska sommarspelen 1984 i Los Angeles avgjordes 8-9 augusti. 

## Medaljörer
| Gren    | Guld                            | Guld             | Silver                        | Silver      | Brons                          | Brons       |
| Tiokamp | Daley Thompson · Storbritannien | 8 798 poäng (VR) | Jürgen Hingsen · Västtyskland | 8 673 poäng | Siegfried Wentz · Västtyskland | 8 412 poäng |

## Resultat
| Placering | Slutliga resultat        | Poäng   |
| --------- | ------------------------ | ------- |
|           | Daley Thompson (GBR)     | 8797 OR |
|           | Jürgen Hingsen (FRG)     | 8673    |
|           | Siegfried Wentz (FRG)    | 8412    |
| 4.        | Guido Kratschmer (FRG)   | 8326    |
| 5.        | William Motti (FRA)      | 8266    |
| 6.        | John Crist (USA)         | 8130    |
| 7.        | Jim Wooding (USA)        | 8091    |
| 8.        | Dave Steen (CAN)         | 8047    |
| 9.        | Georg Werthner (AUT)     | 8012    |
| 10.       | Michele Rüfenacht (SUI)  | 7924    |
| 11.       | Bradley McStravick (GBR) | 7890    |
| 12.       | Tim Bright (USA)         | 7862    |
| 13.       | Patrick Vetterli (SUI)   | 7739    |
| 14.       | Peter Hadfield (AUS)     | 7683    |
| 15.       | Weng Kangqiang (CHN)     | 7662    |
| 16.       | Guu Jin-Shoel (TPE)      | 7629    |
| 17.       | Trond Skramstad (NOR)    | 7579    |
| 18.       | Douglas Fernández (VEN)  | 7553    |
| 19.       | Lee Fu-An (TPE)          | 7541    |
| 20.       | Colin Boreham (GBR)      | 7485    |
| 21.       | Manzour Salah (QAT)      | 6589    |
| 22.       | Claudio Escauriza (PAR)  | 6546    |
| 23.       | Fidel Solórzano (ECU)    | 6519    |
| 24.       | Angel Díaz (GUA)         | 6342    |
| 25.       | Vivian Coralie (MRI)     | 6084    |
| 26.       | Albert Miller (FIJ)      | 5076    |